# Loÿs Delteil
Pour les articles homonymes, voir Delteil.
Henri Loÿs Delteil, dit aussi Léo Delteil, né le 7 mai 1869 à Belleville (Paris)  et mort à Paris le 11 novembre 1927, est un dessinateur, graveur, lithographe, illustrateur et historien de l'estampe français.

## Biographie
Loÿs Delteil, fils d'un bibliothécaire parisien, devient l'élève du sculpteur et graveur Théodore Devaulx. Dès l'âge de 13 ans, il se met à collectionner les estampes, conseillé et formé par le marchand Paul Prouté. Vers l'âge de 16 ans, il entre en apprentissage chez le lithographe Charles Pipard (d), puis acquiert les techniques de la gravure, entre autres auprès de Henri Boutet. Il commence à exposer en tant qu'aquafortiste au Salon des artistes français en 1889, où il obtient en 1894 une mention honorable puis régulièrement jusqu'en 1913. 
Durant son service militaire (1889-1892), il rédige plusieurs articles sur des graveurs qu'il publie dans divers périodiques spécialisés dont La Curiosité universelle, L'Artiste, L'Estampe… Certains articles prennent la défense de ses contemporains, et dénoncent l'attitude de l'État qui semble ne pas s'intéresser aux métiers de l'estampe dans sa politique d'acquisition. Pour assurer sa subsistance, il devient expert auprès des marchands dans le cadre de ventes publiques et en rédige les catalogues, sur les conseils de Paul Mathey. Le 15 novembre 1895, il fonde la revue L'Estampe moderne, moniteur mensuel des amateurs et des artistes, qui s'arrête le 31 mars 1896 après cinq livraisons. Le titre, dans une optique totalement différente, est repris par Henri Piazza et Charles Masson (cf. L'Estampe moderne, 1897-1899). C'est l'époque où la photocomposition, la photogravure et la mécanisation des procédés de reproduction de l'image prennent le pas sur la gravure traditionnelle : Delteil fonde ainsi en 1897 une société d'artistes, « La Liane », qui publie des albums d'estampes produites suivant les procédés manuels, et organise des expositions. Il rejoint aussi l'équipe rédactionnelle de la revue néo-traditionaliste L'Estampe et l'affiche, fondée par André Mellerio et Noël Clément-Janin, à laquelle il fournit quelques compositions originales. Dans les années 1920, il collabore à la revue Byblis fondée par le graveur Pierre Gusman.
Il remporte une médaille de bronze à l'Exposition universelle de 1900. Son travail d'expert lui rapporte suffisamment, pour qu'il se lance, à compte d'auteur, en 1906, dans la publication d'un inventaire historiographique intitulé Le Peintre-graveur illustré, travail qu'il poursuit jusqu'à sa mort. Il est proche d'Henri Beraldi, dont il poursuit l'inventaire, tout en le complétant.
L'historien d'art Michel Melot, qui lui reproche ses choix d'artistes, a quelque peu relativisé l'apport de Loÿs Delteil à la connaissance de l'histoire moderne de l'estampe, mais, à travers ses nombreux catalogues raisonnés et son Manuel (1925), il reste, selon François Courboin, une référence pour qui s'intéresse à cette forme d'art. Pour Blandine Bouret, « on lui doit en très grande partie la place mondiale de l'estampe originale française du XIXe et XXe siècle ».
En 1931, sa veuve fait don de plusieurs pièces à la Chalcographie du Louvre.

## Œuvre

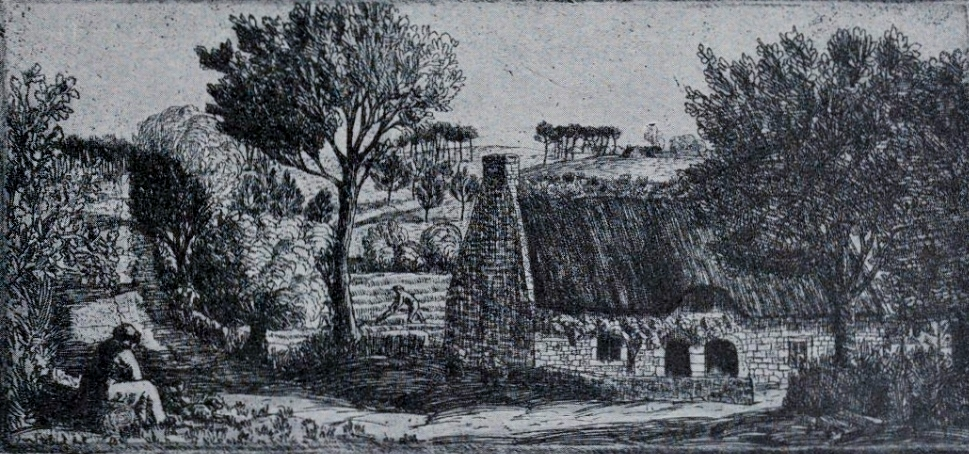
Loÿs Delteil : Le chemin d'Arradon (gravure, 1913).

### Collections publiques
Sont conservées au Château-Musée de Nemours 90 œuvres données en plusieurs phases par Loÿs Delteil entre 1906 et 1919 :
- 1906
- mai, juin et décembre 1907
- avril et décembre 1908
- janvier, mars, avril et juin 1909
- juillet 1910
- avril 1919

### Œuvres graphiques
- Portrait de Honoré Daumier, 1875, lithographie, 30,5 × 23,2 cm, Château-Musée de Nemours, n° inv. 1907.4.1[6].

### Ouvrages publiés
- Théophile Chauvel : catalogue raisonné de son œuvre gravé et lithographié avec eaux forts originales et reproductions, Paris, coll. L'Estampe et l'affiche, G. Rafilly, 1900.
- Catalogue raisonné de l'œuvre lithographié de Honoré Daumier, Orrouy (Oise), N. A. Hazard, 1904.
- Le Peintre-graveur illustré, tomes I à XXXI, Paris, chez l'auteur, 1906-1926.
- Anders Zorn, Paris, chez Loys Delteil, 1909.
- Corot, Paris, chez l'auteur, 1910.
- Manuel de l'amateur d'estampes des XIXe et XXe siècles (1801-1924), Paris, Dorbon-Ainé, 1925.
- Meryon, Abbeville, impr. F. Paillart / éditions Rieder, 1927.
- Pierre-Auguste Renoir, l'œuvre gravé et lithographié. Catalogue raisonné, San Francisco, Alan Wofsy Fine Arts, Hyman Alan éd., 1999.